# Quần đảo Nansei
Quần đảo Nansei (南西諸島 (Nam Tây chư đảo) Nansei-shotō, "Quần đảo Tây Nam") theo cách gọi của Nhật Bản, hay Quần đảo Ryukyu (琉球諸島 (Lưu Cầu chư đảo) Ryūkyū-shotō, "Quần đảo Lưu Cầu") theo cách gọi quốc tế phổ biến, là một chuỗi các hòn đảo ở phía tây Thái Bình Dương sát mép phía đông của Biển Hoa Đông. Quần đảo Nansei trải dài theo hướng tây nam từ đảo Kyushu đến gần đảo Đài Loan. Theo địa giới hành chính, quân đảo Nansei được chia thành Quần đảo Satsunan về phía bắc, thuộc tỉnh Kagoshima và quần đảo Ryūkyū về phía nam, thuộc tỉnh Okinawa, Nhật Bản (Yoron là đảo cực nam của quần đảo Satsunan).
Quần đảo Nansei có khí hậu cận nhiệt đới với mùa đông ấm áp và mùa hè nóng bức. Ở đây mưa theo mùa và lượng mưa rất cao, cũng thường bị ảnh hưởng bởi bão lớn.

## Các đảo chính

### Quần đảo Satsunan/Bắc Ryukyu
Thuộc tỉnh Kagoshima, vùng Kyushu. 

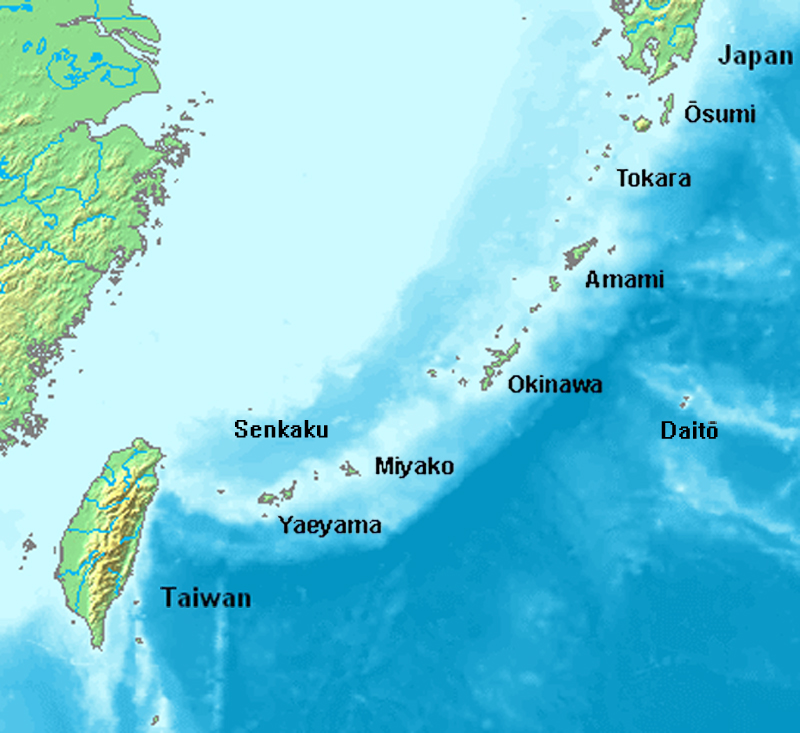
Vị trí Quần đảo Nansei

- Quần đảo Osumi: Tanegashima, Yakushima, Kuchinoerabushima, Mageshima
- Quần đảo Tokara: Kuchinoshima, Nakanoshima, Suwanosejima, Akusekijima, Tairajima, Kodakarajima, Takarajima
- Quần đảo Amami: Amami Ōshima, Kikaigashima, Kakeromajima, Yoroshima, Ukeshima, Tokunoshima, Okinoerabujima, Yoronjima

### Quần đảo Ryukyu/Nam Ryukyu
Quần đảo Ryūkyū là bộ phận của quần đảo Nansei mà về mặt hành chính thuộc tỉnh Okinawa, vùng Ryukyu, một trong 9 vùng địa lý của Nhật Bản. Vùng Ryukyu chỉ có duy nhất một tỉnh Okinawa. Quần đảo Ryūkyū chia thành:
- Quần đảo Okinawa: Đảo Okinawa (đảo chính), Kumejima, Iheyajima, Izenajima, Agunijima, Iejima
  - Quần đảo Kerama: Tokashikijima, Zamamijima, Akajima, Gerumajima
  - Quần đảo Daitō: Kita daitō, Mimami daitō, Oki daitō
- Quần đảo Sakishima
  - Quần đảo Miyako: Miyakojima, Ikema, Ogami, Irabu, Shimoji, Kurima, Minna, Tarama
  - Quần đảo Yaeyama: Iriomote-jima, Ishigaki, Taketomi, Kohama, Kuroshima, Aragusuku, Hatoma, Yubujima, Hateruma, Yonaguni
  - Quần đảo Senkaku: Uotsurijima

## Văn hóa
Trên quần đảo Nansei từng tồn tại vương quốc Lưu Cầu. Quần đảo này là quê hương của ngữ hệ Ryūkyū (Lưu Cầu).

## Tuổi thọ
Người dân Ryūkyū nổi tiếng sống lâu. Theo tổ chức Okinawa Centenarian Study, nguyên nhân của hiện tượng này là sự kết hợp của chế độ ăn, tập thể dục và lối sống.

## Sinh thái

### Rừng xanh cận nhiệt đới Quần đảo Nansei
Quần đảo Nansei được công nhận bởi các nhà sinh thái là khu sinh thái rừng lá lớn cận nhiệt đới. Hệ thực vật và động vật của quần đảo có những tương đồng  với Đài Loan, Philippines và Đông Nam Á, cũng là một phần của vùng sinh thái Indomalaya.

### Rặng San hô
Dãi san hô ngầm của Lưu Cầu có tên trong danh sách 200 khu bảo tồn sinh thái của Quỹ Động vật Hoang dã Thế giới, đang bị đe doạ bởi tiến trình trầm tích dưỡng chất nông nghiệp, cũng như đang bị tàn phá do các hoạt động ngư nghiệp.